# Anton Reiterer
Anton Reiterer MCCJ (* 25. Februar 1908 in Hafling, Südtirol; † 20. Februar 2000) war ein österreichischer römisch-katholischer Ordensgeistlicher und Bischof von Lydenburg-Witbank.

## Leben
Anton Reiterer trat der Ordensgemeinschaft der Comboni-Missionare bei und empfing am 29. Juni 1933 das Sakrament der Priesterweihe.
Am 29. Februar 1956 ernannte ihn Papst Pius XII. zum Bischof von Lydenburg (ab 1964: Lydenburg-Witbank). Der Apostolische Delegat in Südafrika, Erzbischof Celestine Joseph Damiano, spendete ihm am 10. Mai desselben Jahres in der Kathedrale Christ the King in Witbank die Bischofsweihe; Mitkonsekratoren waren der Erzbischof von Pretoria, John Colburn Garner, und der Bischof von Johannesburg, Hugh Boyle.
Reiterer nahm an allen vier Sitzungsperioden des Zweiten Vatikanischen Konzils teil. Am 25. Februar 1983 nahm Papst Johannes Paul II. das von Anton Reiterer vorgebrachte Rücktrittsgesuch an.